# إي. ريتشارد بارنز
إي. ريتشارد بارنز (بالإنجليزية: E. Richard Barnes)‏ هو سياسي أمريكي، (و. 1906 – 1985 م).